# Марков, Константин Константинович
Константи́н Константи́нович Ма́рков (7 [20] мая 1905, Выборг — 18 сентября 1980, Москва) — советский географ, геоморфолог, доктор географических наук, профессор МГУ, академик Академии наук СССР (1970). Лауреат Государственной премии СССР (1971). Заслуженный деятель науки РСФСР (1966).
Почётный член географических обществ Польши (с 1955) и Хорватии, почётный доктор Лодзинского университета.

## Биография
Родился 7 (20) мая 1905 года в городе Выборг, в семье инженера-строителя Константина Васильевича (в разводе с 1914 года) и Марии Ивановны (1879—1921) Марковых.
Учился в реальном училище В. П. Кузьминой в Санкт-Петербурге, которое в 1917—1918 годах переехало в город Анапа.
В 1921—1926 годах учился в Географическом институте в Петрограде (Ленинградский университет), в котором остался в аспирантуре.
С 1928 года участвовал в заседаниях Комиссии по изучению четвертичного периода в Ленинграде.
В 1929 году работал в Галерее четвертичного времени при Академии Материальной Культуры в Ленинграде.
Участвовал в Таджикско-Памирской экспедиции СОПС АН СССР (1932—1935).
С 1935 года был сотрудником Института геоморфологии АН СССР, который, переехал вместе с АН СССР из Ленинграда в Москву. Там институт был преобразован в Институт географии АН СССР. С 1938 года возглавлял отдел геоморфологии.
В 1939 году совместно с И. П. Герасимовым составил первую в СССР сводку по истории ледникового периода на территории нашей страны.
С 1940 года — профессор Московского университета, в 1945—1955 — декан географического факультета МГУ, где организовал несколько новых кафедр, с 1946 года — заведующий кафедрой палеогеографии (в дальнейшем — кафедра общей физической географии и палеогеографии).
В 1942 году разработал лекционный курс «Военная география».
Участвовал в экспедициях на северо-запад Ленинградской области и в Карелию, на Памир и Тянь-Шань, во многие районы Европейской части СССР, на остров Врангеля, Кольский полуостров, Кавказ, в Западную и Восточную Сибирь. Посетил многие страны Европы и США.
Принимал участие в трёх экспедициях по изучению Антарктиды (1955—1960), а также в океанографической экспедиции.
Один из авторов «Атласа Антарктики».
Основные труды посвящены следующим направлениям: фундаментальные исследования четвертичного периода на территории СССР, по внедрению исторических принципов в географические исследования, по общей теории физической географии и геоморфологии, соотношению пространств, и временных закономерностей (метахронность географических явлений); по внедрению аналитических методов в практику географических исследований (спорово-пыльцевой, палеонтологический, диатомовый и другие виды анализа).
1960 год член-корреспондент АН СССР.
В 1970 году избран академиком АН СССР.
Скончался в Москве 18 сентября 1980 года, был похоронен в Москве на Кунцевском кладбище.
В честь К. К. Маркова назван мыс в Антарктиде (мыс Маркова, Земля Эндерби, 66°46′ ю. ш., 50°15′ в. д., нанесён на карту в 1957 году, название присвоено не позднее 1965 года).

## Семья
- Сестра — Маркова, Надежда Константиновна (1904—1941) — географ, репрессирована (1928), погибла в блокаду Ленинграда.
- старший брат — Марков, Георгий Константинович (1902—1941), погиб в блокаду Ленинграда.

Предки по линии матери (в дев. Досс), из семьи известных русских просветителей Второвых: прапрадед — И. А. Второв (1772—1844) — просветитель; прадед — Н. И. Второв (1818—1865) — историк.
- дед — Досс, Иван Фёдорович — Волжско-Камский банк, председатель правления
- тётя — Синакевич, Ольга Викторовна (1876—1959) — двоюродная сестра матери, воспитывала детей после её смерти.

Жена (с 15 апреля 1932) — Жузе, Анастасия Пантелеймоновна (1905—1981), микропалеонтолог.
- Дмитрий (род. 1938—1942), Алёна (1939—1942), погибли во время войны в эвакуации в городе Алма-Ата[8].
- Маркова, Анастасия Константиновна (род. 1943) — палеонтолог и палеогеограф.

## Награды и премии
- 1980, 21 января — Орден Октябрьской Революции[9]
- 1955, 1961 — два ордена Трудового Красного Знамени[10]
- 1971 — Государственная премия СССР, за участие в создании «Атласа Антарктики».
- 1966 — лауреат премии имени М. В. Ломоносова, за работу «Четвертичный период: территория СССР»
- 1954 — Медаль имени П. П. Семёнова-Тян-Шанского Географического общества СССР
- 1958 — почётный диплом Польской академии наук

## Членство в организациях
- 1948 — КПСС
- Комиссия по изучению четвертичного периода.